# Södermanlands runinskrifter 276
Runinskrift Sö 276 är en medelstor runsten som nu är inmurad i Strängnäs domkyrkas södra stenfot och strax intill kyrkans port, Strängnäs socken och Åkers härad i Södermanland.

## Stenen
Stenens material är granit och den är 254 cm lång, 82 cm bred vid foten och 44 cm vid toppen. Ristaren är liksom stenens ursprungliga plats okänd. 
Den är ett perfekt studieobjekt för nybörjare som vill försöka sig på att läsa runor och förstå stenens text. Den är lättåtkomlig, mycket välbevarad och i de flesta avseenden "normal", om man vill använda just detta ord på en så rikt varierad konstform som en runsten.

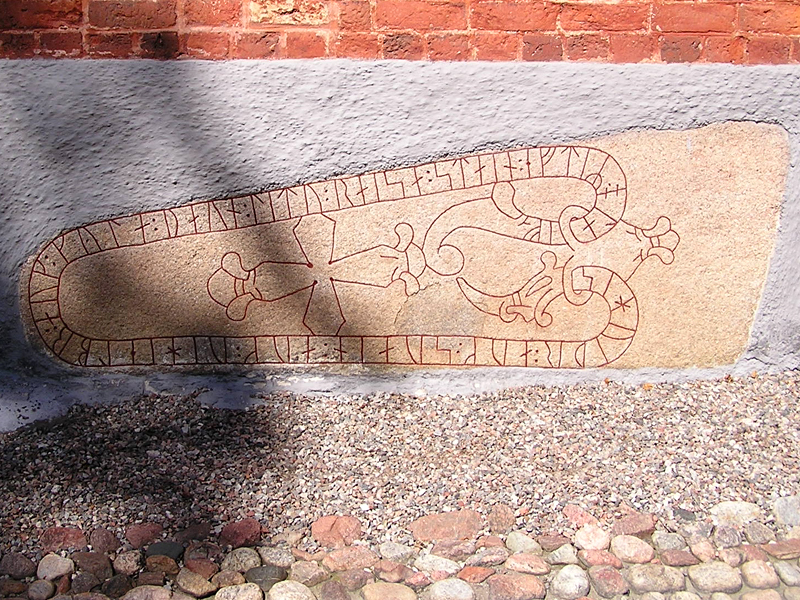
Sö 276 är en komplett runsten med drakslinga och kors

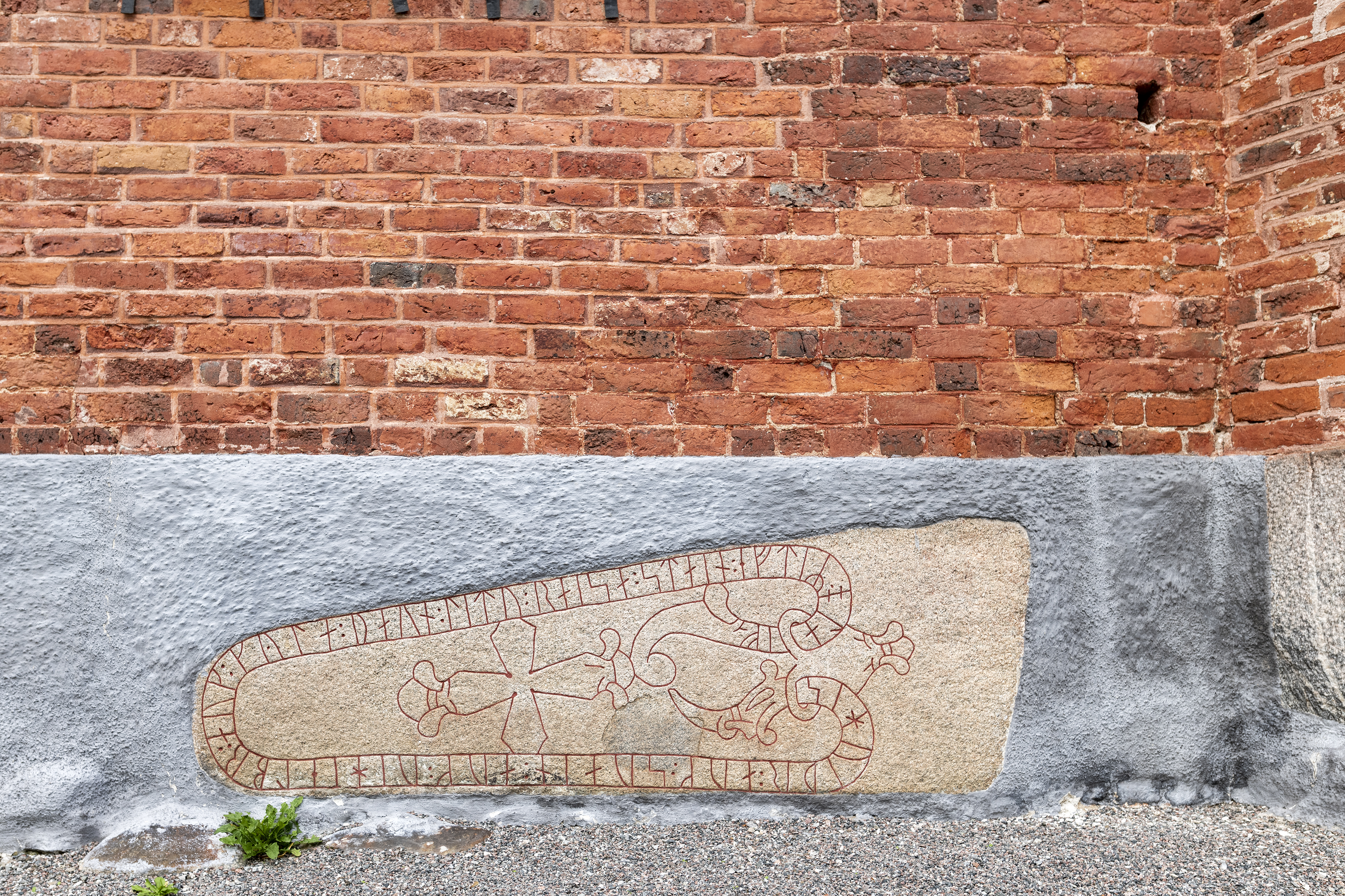
Sö 276 (2021)

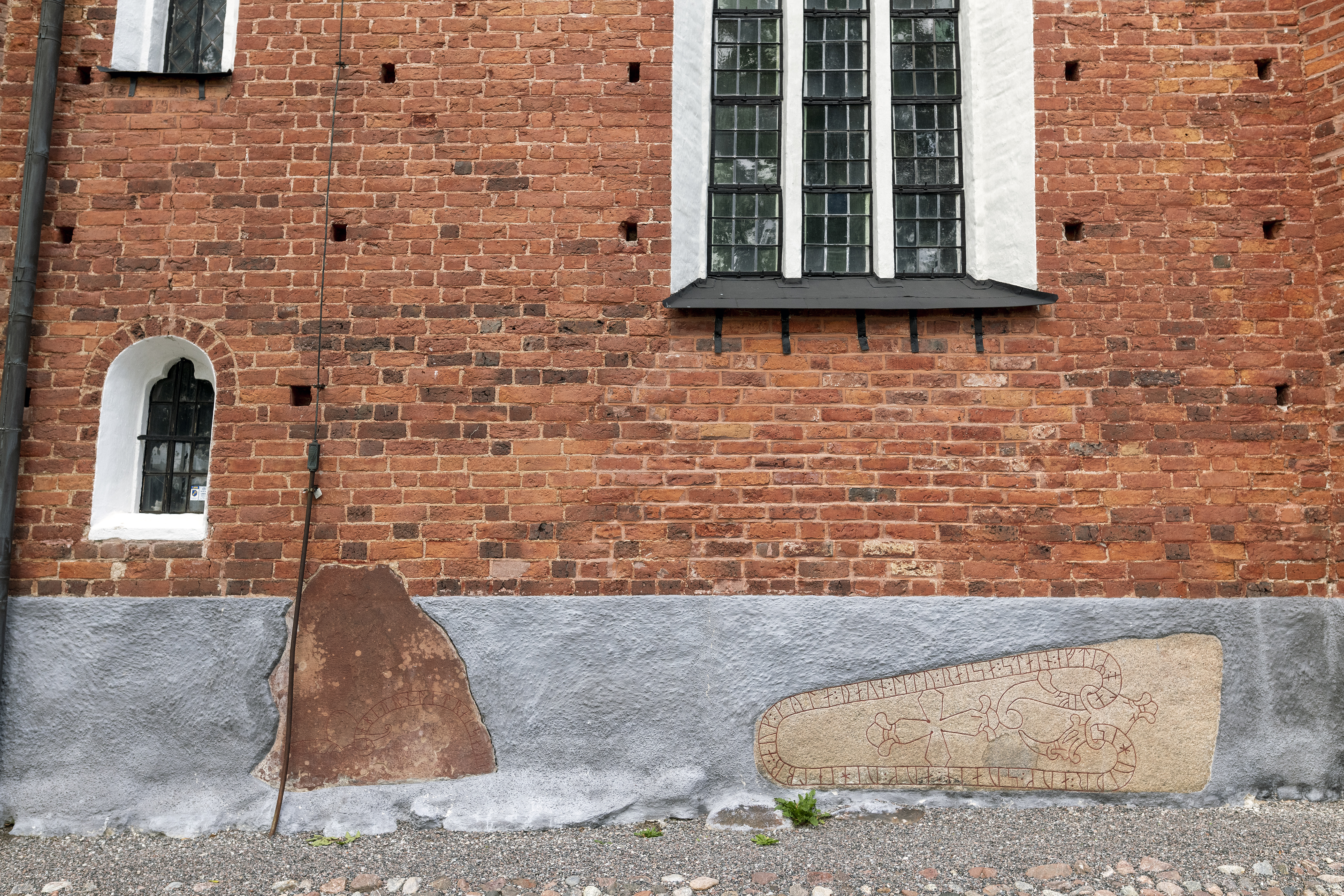
Runsten Sö 278 Strängnäs domkyrka 01

## Ornamentiken
Runslingan består av en runorm vars hals är fjättrad till svansen med ett iriskt koppel. Svansen har en fotansats och den vassögda ormen har en nosflik med knorr. Slingan följer stenens konturer nästan exakt. Mitt på stenen finns ett kors, nästan likarmat, med palmettlika utsmyckningar både upp- och nedtill. Stilen har drag av både Ringerike- och Urnesstil, vilket innebär att den skapades kring tusentalets mitt.
Texten börjar vid drakhuvudet och löper medsols så att runornas bas är inåtriktad. Runorna är välhuggna, stora, djupa och mycket regelbundna. Orden skiljs åt av dubbla punkter och svensk runrad från 1000-talet har använts. Ristarens layout är perfekt, inga runor har hamnat utanför slingan och han behövde inte tränga ihop runorna mot slutet. Texten innehåller inga svårtolkade ord och den översatta inskriften följer nedan:

## Inskriften
Runsvenska: sihuiþr : auk : suain : auk : uihielbr : auk : kyla : þaun : litu : raisa : stain : eftiR * olaif
Normaliserad: Sigviðr ok Svæinn ok VihialmR ok Gylla þaun letu ræisa stæin æftiR Olæif.
Nusvenska: Sigvid och Sven och Vilhelm och Gylla, de lät resa sten efter Olaf.

## Ett minnesmärke
Om släktskap mellan dessa personer får vi inget veta. I detta avviker stenen från normen - vanligtvis var det släktingar som reste stenen, eller man var 'i lag' med den döde. Detta betecknar en rättslig bindning, vanlig bland resande köpmän. Ordet finns kvar bland annat i nusvenskans 'bolag' och engelskans 'fellow'. Släktskapsgraden angavs när sådan fanns, men här har vi fyra personer som kände sig förpliktade att resa en sten utan att säga varför.
Det är lönlöst att spekulera, men en runsten var, förutom minnesmärke, en "dödsattest" och samtidigt ett anspråk på arvet. Än idag är det självklart att de närmast sörjande skriver en dödsruna och reser en sten. Skillnaden är att runstenar normalt inte har varit några gravstenar. De restes där de var väl synliga för allmänheten.